# افتخیا میشایلیدو
افتخیا میشایلیدو (انگلیسی: Eftichia Michailidou؛ زادهٔ ۲۰ سپتامبر ۱۹۷۷) بازیکن فوتبال اهل یونان است.
وی همچنین در تیم ملی فوتبال Greece بازی کرده‌است.